# Institut Balassi
L'Institut Balassi (en hongrois : Balassi Intézet, en anglais : Balassi Institute, en allemand : Balassi Institut, en russe : Институт Балашши) est une organisation hongroise, dont l'objectif est de promouvoir la langue et la culture hongroises à l'étranger. Son siège est à Budapest.
L'organisation actuelle est le fruit de la fusion de différents organismes culturels et universitaires chargés de la promotion de la culture hongroise dans le but de doter la Hongrie de l'équivalent de l'Institut Goethe allemand. L'Institut Balassi est ainsi le fer de lance de la diplomatie culturelle hongroise dans les pays limitrophes, où vivent d'importantes communautés de Magyars d'outre-frontières ou dans le monde entier, notamment dans les pays d'implantation de la diaspora hongroise.
L'Institut Balassi est la tête de pont d'un réseau de 23 instituts culturels et deux succursales à l'étranger. Cette couverture permet l'organisation d’événements et de festivals autour de la culture hongroise, de structurer l'offre en matière d'apprentissage du hongrois, mais aussi d'organiser les financements d'initiatives associatives ou d'appuyer les programmes de recherche autour de la culture hongroise.

## Implantations
L'Institut culturel hongrois a des établissements dans 23 grandes villes en dehors de la Hongrie :
- Belgrade, Serbie
- Berlin, Allemagne
- Bratislava, Slovaquie
- Bruxelles, Belgique
- Bucarest, Roumanie
- Delhi, Inde
- Helsinki, Finlande
- Istanbul, Turquie
- Le Caire, Égypte
- Ljubljana, Slovénie
- Londres, Royaume-Uni
- Moscou, Russie
- New York, États-Unis
- Paris, France
- Pékin, Chine
- Prague, République tchèque
- Rome, Italie
- Sfântu Gheorghe, Roumanie
- Sofia, Bulgarie
- Stuttgart, Allemagne
- Tallinn, Estonie
- Varsovie, Pologne
- Vienne, Autriche.

## Activité

### Enseignement de traduction littéraire
L'Institut Balassi s'occupe de l'enseignement de la traduction littéraire depuis 2007. Les étudiants qui participent aux cours ne sont pas hongrois. La formation dure dix mois, période au cours de laquelle les étudiants approfondissent leur connaissance de la littérature hongroise et se familiarisent avec la vie littéraire hongroise contemporaine. Les traductions sont évaluées par des professeurs hongrois.

### Campus Hungary
Campus Hungary est un programme qui a pour mission de promouvoir la mobilité des étudiants hongrois à l'étranger. La finalité de ce programme est d'accroître la compétitivité de l'enseignement supérieur hongrois.

## Galerie

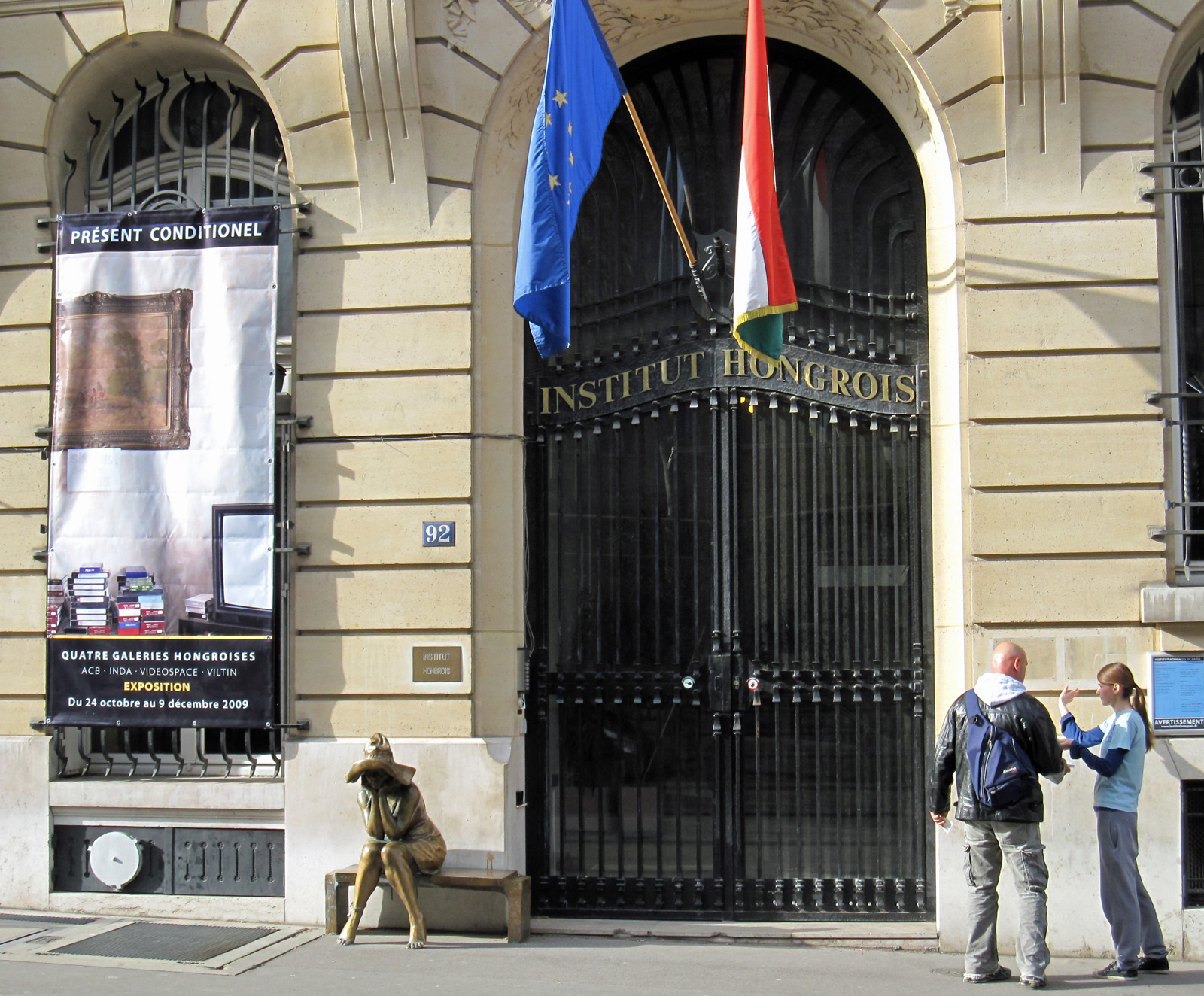
Entrée de l'Institut hongrois à Paris, au 92 rue Bonaparte.
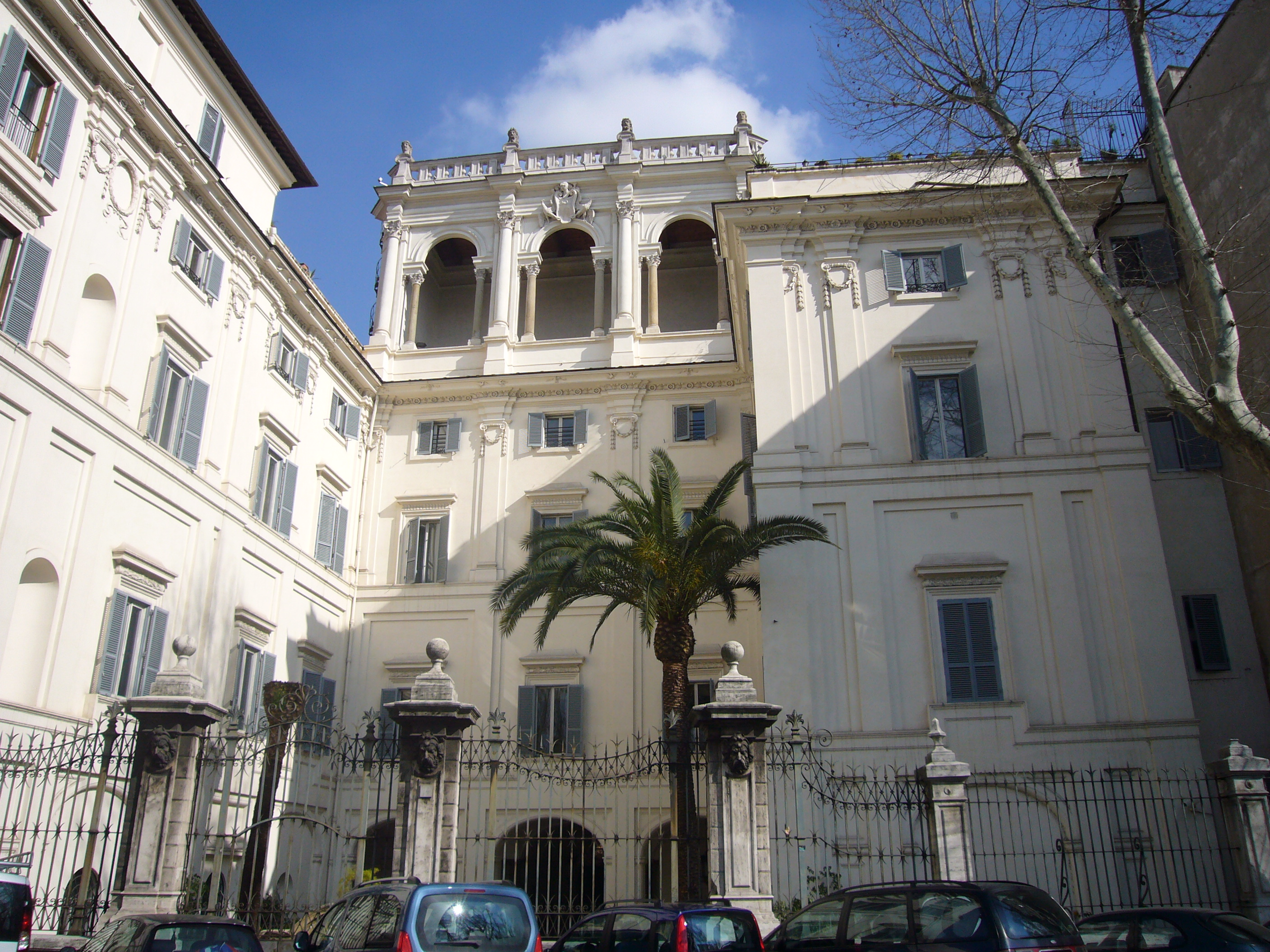
L'Académie hongroise de Rome, antenne italienne de l'Institut Balassi.
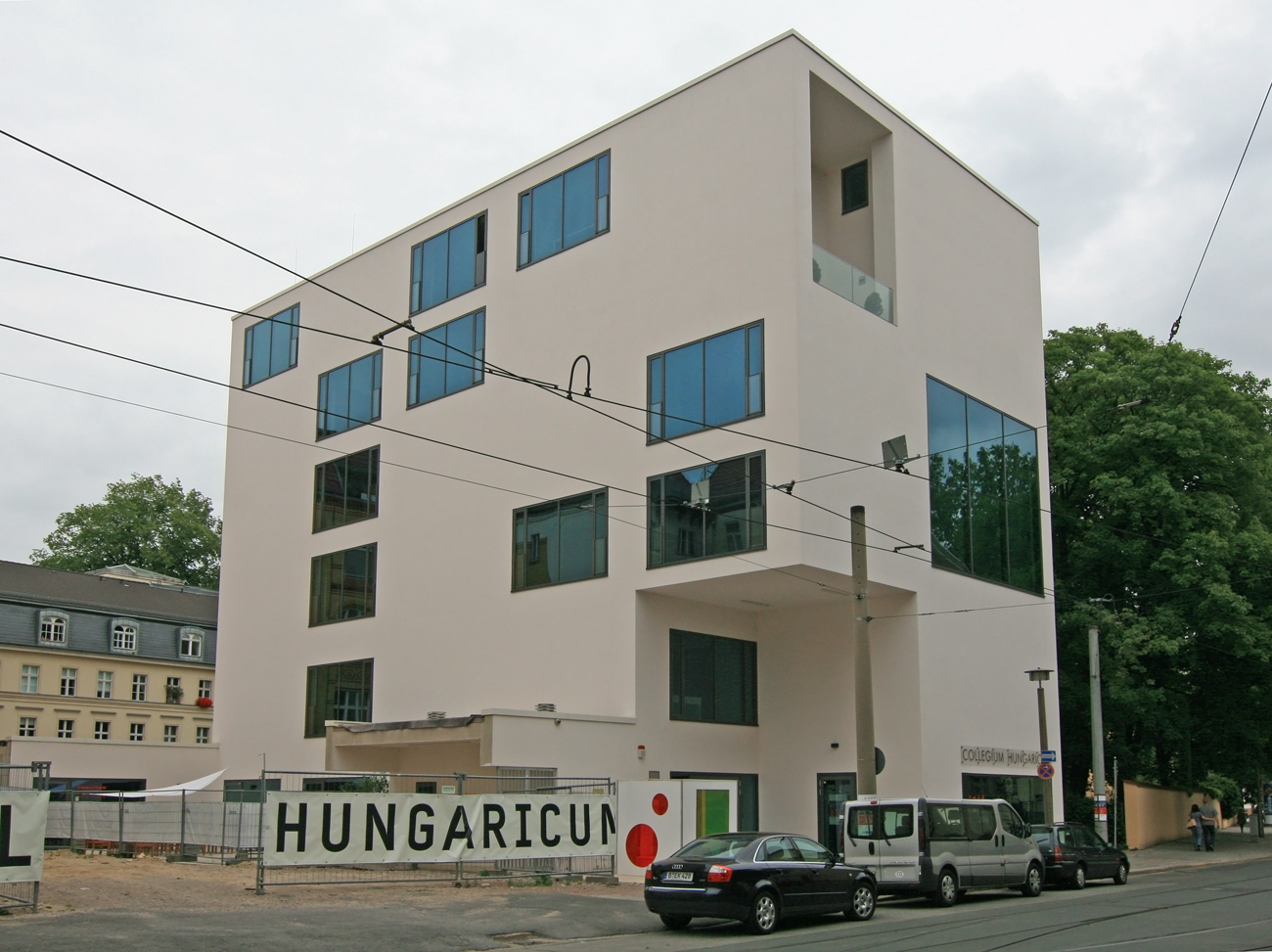
Le Collegium Hungaricum de Berlin.